# Salsola subglabra
Salsola subglabra är en amarantväxtart som beskrevs av Viktor Petrovitj Botjantsev. Salsola subglabra ingår i släktet sodaörter, och familjen amarantväxter. Inga underarter finns listade i Catalogue of Life.